# Bruce Seth Green
Pour les articles homonymes, voir Seth Green.
Bruce Seth Green est un réalisateur américain qui a travaillé sur de nombreuses séries télévisées.

## Filmographie (non exhaustive)

### Réalisateur
- 1980 : Magnum : 1 épisode
- 1984 : V : La série : 2 épisodes
- 1985 : Hooker : 2 épisodes
- 1986 : MacGyver : 1 épisode
- 1992 : Les Ailes du destin : 1 épisode
- 1993 : New York, police judiciaire : 1 épisode
- 1994 : Babylon 5 : 4 épisodes
- 1995 : Hercule : 4 épisodes
- 1997 et 1998 : Buffy contre les vampires : 8 épisodes (Le Chouchou du prof, Les Hyènes, Billy, Le Puzzle, Halloween, La Face cachée, Le Fiancé et Pleine lune)
- 1999 et 2000 : Le Flic de Shanghaï : 4 épisodes
- 1999 et 2000 : Angel : 3 épisodes (La Pierre d'Amarra, 1753 et L'Épreuve)
- 2000 et 2001 : Roswell : 3 épisodes
- 2000 : Invisible Man : 1 épisode